# Pedro Salinas
Pedro Salinas Serrano (Madrid, 27 de novembro de 1891 – Boston, 4 de dezembro de 1951) foi um poeta e escritor espanhol, integrante da chamada Geração 27, embora tenha nascido em 1891.
Faleceu em 1951, aos sessenta anos, tendo nos legado uma obra relativamente vasta. Viveu e morou em vários lugares, como em Porto Rico e Estados Unidos, para onde se exilou fugindo da Guerra Civil Espanhola e do regime despótico de Franco.
Do ponto de vista da crítica literária, argui-se que ele não seria, a rigor, um modernista, inobstante sua temática e estilos poéticos se fundamentem na realidade do mundo. Suas poesias são em versos decassilabos, talvez uma recorrência à estilística clássica a que parece se filiar.

## Obras

### Poesia
- Presagio, Madrid, Índice, 1923.
- Seguro azar, Madrid, Revista de Occidente, 1929.
- Fábula y signo, Madrid, Plutarco, 1931.
- La voz a ti debida, Madrid, Signo, 1933.
- Razón de amor, Madrid, Ediciones del Árbol; Cruz y Raya, 1936.
- Error de cálculo, México, Imp. Miguel N. Lira, 1938.
- Lost Angel and Other Poems, Baltimore, The Johns Hopkins Press, 1938 (antología bilingüe con poemas inéditos. Trad. de Eleanor L. Thurnbull).
- Poesía junta, Buenos Aires, Losada, 1942.
- El contemplado (Mar; poema), México, Nueva Floresta; Stylo, 1946.
- Todo más claro y otros poemas, Buenos Aires, Sudamericana, 1949.
- Poesías completas, Madrid, Aguilar, 1955 (incluye el libro inédito Confianza).
- Poesías completas, Madrid, Aguilar, 1956 (edición de Juan Marichal).
- Volverse y otros poemas, Milán, All'insegna del pesce d'oro, 1957.
- Poesía completas, Barcelona, Barral, 1971.
- Mi libro Luna de Plutón, Argentina, Argentina este, 2064, 18:00 horas

### Teatro
- El dictador (1936)
- El parecido (1942–1943)
- Ella y sus fuentes (1943)
- La bella durmiente (1943)
- La isla del tesoro (1944)
- La cabeza de la medusa (1945)
- Sobre seguro (1945)
- Caín o Una gloria científica (1945)
- Judit y el tirano (1945)
- La estratosfera. Vinos y cervezas (1945)
- La fuente del arcángel (1946)
- Los santos (1946)
- El precio (1947)
- El chantajista (1947)

### Traduções
- Los caprichos de Mariana, (1920), de Alfred de Musset.
- Por el camino de Swann (1920), de Marcel Proust.
- A la sombra de las muchachas en flor (1922), de Marcel Proust.
- El mundo de Guermantes (1931), de Marcel Proust.[nota 1][1]

### Narrativa
- Versão modernizada de Cantar de Mio Cid (1926).
- Víspera del gozo (1926).
- La bomba increíble (1950).
- El desnudo impecable y otras narraciones (1951).
- Narraciones completas, Península, Madrid, 1998.

### Ensaios
- Literatura española. Siglo XX (1940).
- Jorge Manrique o tradición y originalidad (1947).
- La poesía de Rubén Darío (1948).
- La responsabilidad del escritor. Barcelona: Seix Barral (1961).
- Ensayos completos. Edición: Salinas de Marichal. Madrid: Taurus, (1983); t. I. y t. II.
- El defensor, Alianza Editorial, Madrid, 2002.
- Ediciones de Fray Luis de Granada y San Juan de la Cruz.

### Epistolários
- Cartas de amor a Margarita (1912–1915), edição de Soledad Salinas de Marichal, Madrid, Alianza Editorial, 1986.
- Cartas a Katherine Whitmore. Epistolario secreto del gran poeta del amor, Barcelona, Tusquets, 2002.
- Salinas, Pedro. (1988 a). Cartas a Jorge Guillén. Christopher Maurer, ed. Boletín de la Fundación García Lorca, n.3, p. 34- 37.
- Ocho cartas inéditas a Federico García Lorca. Christopher Maurer (ed.) Boletín de la Fundación García Lorca, n. 3, (1988); p. 11- 21.
- Cartas de Pedro Salinas a Guillermo de Torre. Renacimiento,  n. 4, (1990) p. 3- 9.
- Ocho cartas de Pedro Salinas. Enric Bou (ed.) Revista de occidente, n.126, nov.(1991); p. 25- 43.
- Salinas/Jorge Guillén correspondencia (1923-1951). Edição, introdução e notas de Andrés Soria Olmedo. Barcelona: Tusquets (1992).